# Alexander Adam
 (septembre 2014).
Si vous disposez d'ouvrages ou d'articles de référence ou si vous connaissez des sites web de qualité traitant du thème abordé ici, merci de compléter l'article en donnant les références utiles à sa vérifiabilité et en les liant à la section « Notes et références ».
Alexander Adam, né le 24 juin 1741 à Rafford dans le comté de Moray en Écosse et mort le 18 décembre 1809 à Édimbourg, est un enseignant et latiniste écossais, connu en son temps pour ses études sur les antiquités romaines.
Après des études de lettres classiques à l'université d'Édimbourg, il entreprend une carrière d'enseignant. En 1764, il devient le précepteur d'Alexander Kincaid, qui le fait nommer en 1768 recteur de la Royal High School à Édimbourg, la plus ancienne école d'Écosse et peut-être d'Europe. Ses talents d'enseignant lui attirent de nombreux élèves, parmi lesquels plusieurs futures célébrités telles que Walter Scott, Francis Jeffrey et Henry Brougham.

## Principaux ouvrages
- Principles of Latin and English Grammar (Principes de grammaire anglaise et latine, 1772)
- Roman Antiquities (1791). Traduit en allemand sous le titre Handbuch der römischen Alterthümer par Johann Leonhardt Meyer (1794-96) puis en français sous le titre Antiquités romaines, ou Tableau des mœurs, usages et institutions des Romains par Emmanuel de Laubespin (1818).
- Classical Biography (Biographies classiques, 1800)
- Summary of Geography and History (Résumé de géographie et d'histoire, 1794)
- Compendious Dictionary of the Latin Tongue (Dictionnaire concis de langue latine, 1805)